# 240
Cette page concerne l'année 240  du calendrier julien. Pour l'année 240 av. J.-C., voir 240 av. J.-C. Pour le nombre 240, voir 240 (nombre).
L'année 240 est une année bissextile qui commence un mercredi.

## Événements
- 12 avril : le sassanide Chahpuhr Ier (Shâhpuhr) est couronné à Ctésiphon en association avec son père Ardachîr[1].
- 19 avril : seconde révélation du prophète Mani (216-277) conçoit à partir des religions du passé une croyance nouvelle, le Manichéisme[2]. Il prêche sa doctrine en Iran.

- Le roi sassanide de Perse Ardachîr Ier détruit Hatra[3].
- A Carthage, le proconsul d’Afrique (?) Sabinianus se fait proclamer empereur. Livré par ses partisans même au procurateur de la Maurétanie, il est mis à mort[4].

## Décès en 240
- Huang Quan, général du royaume de Shu et lettré chinois.